# Ralf Bockstedte

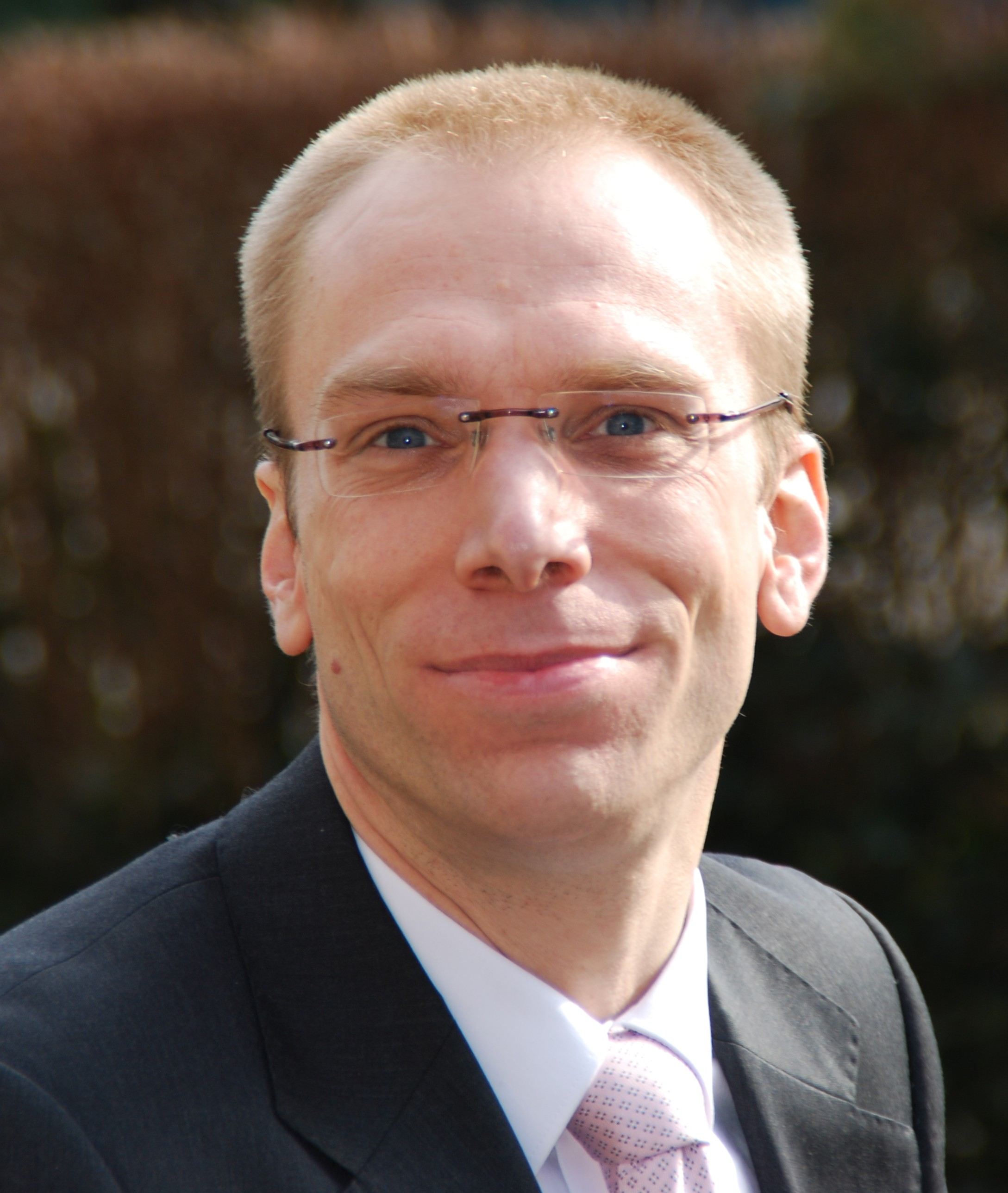
Ralf Bockstedte, 2008

Ralf Bockstedte (* 6. Dezember 1971 in Essen) ist ein deutscher Kommunalpolitiker, Rechtsanwalt, Dozent, Sportmanager, Spielerberater und Olympiabotschafter.

## Leben
Ralf Bockstedte wurde am 6. Dezember 1971 in Essen geboren. Mit dreieinhalb Jahren stellten Ärzte bei ihm fest, dass sein Rückenmark langsamer wächst als der Rest seines Körpers. Was in den ersten Jahren vorerst nur zeitweise nach den Wachstumsschüben Einschränkungen im Bewegungsablauf nach sich zog, führte mit 16 Jahren dazu, dass sein Rückenmark endgültig einriss, was zu einer inkompletten Querschnittlähmung führte. Seitdem sitzt Ralf Bockstedte im Rollstuhl. Weltweit sind bisher nur wenige Fälle dieser Behinderung bekannt, in Deutschland derer 14.
Bockstedte besuchte für ein Schuljahr das Seaford College, Petworth in West Sussex, England und begann anschließend ein Studium der Rechtswissenschaft in Heidelberg, wo er 1997 das erste Staatsexamen ablegte. Sein Referendariat absolvierte er unter anderem in einer Kanzlei für Medienrecht in Sydney, Australien. Nach dem zweiten Staatsexamen im Jahr 1999 und einem Jahr als angestellter Anwalt gründete er 2000 die Steuerberatung und Rechtsanwaltskanzlei Bockstedte & Partner. Schwerpunktmäßig war er dort als Fachanwalt für Familienrecht tätig, jedoch ist er aktuell (2023) nicht zur Führung der Fachanwaltsbezeichnung berechtigt. Zum 1. Januar 2018 wurde die Sozietät aufgelöst und er wirkt seitdem in der Kanzlei für nationales und internationales Sportrecht unter eigenem Namen als Rechtsanwalt. Zu diesem Thema doziert er nach eigenen Angaben als Gastdozent an unterschiedlichen Universitäten.
Bis 2016 arbeitete Bockstedte an einer Dissertation zu einem sportrechtlichen Thema bei dem ehemaligen CDU-Mitglied und gegenwärtigen AfD-Landtagsabgeordneten Ralph Weber. Nachdem dieser 2016 für die AfD in den Landtag Mecklenburg-Vorpommerns gewählt worden war, beendete Bockstedte die Zusammenarbeit.
Momentan ist er Dozent am Sportbusiness Campus, der in Kooperation mit der Steinbeis-Hochschule Berlin unter anderem bei den Fußballvereinen SpVgg Greuther Fürth und VfL Wolfsburg Studiengänge und Weiterbildungen im Sportmanagement zum Beispiel in den Räumlichkeiten der ESPRIT arena, der Spielstätte des Fußballvereins Fortuna Düsseldorf, anbietet. Zusätzlich ist er am IST-Studieninstitut Dozent zu dem Thema „Arbeit mit Vereinen und Spielern aus Beratersicht.“

## Tätigkeiten im Fußball
Neben seiner Tätigkeit als Rechtsanwalt war Ralf Bockstedte Spielerberater und Fußballtrainer. Die Spielervermittler-Prüfung legte er 2008 beim DFB ab und war bis zum Auslaufen des alten Spielervermittlungsreglements 2015 lizenzierter Spielervermittler. Er gründete zusammen mit seinem damaligen Kanzleipartner die Spieleragentur players´ interests. Zu seinen prominentesten Klienten zählen nach seinen eigenen Angaben die ehemaligen Nationalspieler Malik Fathi und Lewis Holtby, an dessen Transfer zu Tottenham Hotspur er maßgeblich beteiligt war. Im Spielervermittlerregister des DFB für die Saison 2020/2021 taucht sein Name zwar nicht mehr auf, er ist aber nach wie vor Vorstandsmitglied der Deutschen-Fußballspieler-Vermittler-Vereinigung (DFVV), der Dachorganisation der Spielervermittler in Deutschland. Ausweislich der Transaktionslisten des DFB hat er in den Spielzeiten 2018/19 bis 2021/22 an keiner Transaktion mitgewirkt.
Im Jahr 2011 nahm Bockstedte als bisher erster und einziger Rollstuhlfahrer am Trainer-Lehrgang des DFB teil und erhielt die heutige Trainer-B-Lizenz. Er arbeitete nach eigenen Angaben unter anderem bis Dezember 2018 ehrenamtlich als Trainer in Ingo Anderbrügges Fußballschule namens „Fußballfabrik“ und trainierte dort Kinder und Jugendliche.
Bockstedte ist ebenfalls Mitglied des Vorstandes der BundesBehindertenFanArbeitsGemeinschaft (BBAG), die als Sprachrohr der behinderten Fußballfans eng mit dem DFB und der DFL zusammenarbeitet und sich unter anderem um die Barrierefreiheit in deutschen Stadien bemüht. Die BBAG ist zusammen mit der Bundesliga-Stiftung Herausgeber des Bundesliga-Reiseführers „Barrierefrei ins Stadion“. Seit November 2016 ist er – ohne selbst noch als Spielervermittler tätig zu sein – Vorstandsmitglied der Deutschen Fußballspieler-Vermittler Vereinigung, der Dachorganisation der Spielervermittler in Deutschland.

## Tätigkeiten im Golfsport und E-Sport
Neben seiner Beschäftigung mit dem Fußball ist Bockstedte vor allem im Golfsport aktiv. So ist er Präsident im Behinderten Golfclub Deutschland (BGC) und Vorstandsmitglied des Golfclubs Hösel, welche mit ihrer Herrenmannschaft in der 1. Bundesliga sowie mit ihrer Damenmannschaft in der 2. Bundesliga spielen. Im Zusammenhang mit diesen Tätigkeiten entwickelt er Konzepte, die barrierefreie Golfplätze und den Golfsport auch für Menschen mit Behinderung ermöglichen sollen. Momentan arbeitet er daran, dass Golf ins Programm der Paralympischen Spiele aufgenommen wird. Zusätzlich ist Ralf Bockstedte Chairman der Initiative „Jeder hat ein Handicap“, die den Sport als Möglichkeit gesellschaftlicher Inklusion sieht. Die Initiative wird von zahlreichen Prominenten unterstützt, unter anderem verleiht sie in Kooperation mit der EUKOBA (Europäisches Kompetenzzentrum für Barrierefreiheit) Gütesiegel für barrierefreie Sportstätten.
Auf dem Verbandstag 2019 wurde er mit 100 % der Stimmen unter anderem in Anwesenheit des Präsidenten des Deutschen Olympischen Sportbundes (DOSB), Alfons Hörmann, zum Good-Governance-Beauftragten und Vorsitzenden des Kontroll- und Schlichtungsausschusses des Deutschen Golf Verbandes (DGV) gewählt. Bockstedte vertritt ebenso den DGV im Rahmen des Europäischen Golf Verbandes für Golfer mit Behinderungen (EDGA), wo er auch Vorsitzender des Legal Penal ist. Seit Januar 2019 Director for Sustainability, Corporate Social Responsibility and Accessibly der European Long Drive Association (ELDA).
Im November 2019 wurde er zum offiziellen Olympia-Botschafter durch den Oberbürgermeister der Stadt Essen, Thomas Kufen, ernannt und unterstützt die Bewerbung 2032 für die Olympischen und Paralympischen Spiele der Region Rhein-Ruhr. Einen Erfolg konnte er Olympia-Botschafter allerdings nicht erzielen. Das IOC entschied sich trotz Bockstedtes Funktion als Olympia-Botschafter für 2032 gegen die Rhein-Ruhr-Region und stattdessen für Brisbane als Austragungsort.
Im November 2018 nahm er erstmals im offiziellen Nationaltrikot an der 1. inoffiziellen Weltmeisterschaft der Golfer im Rollstuhl (1. International Wheelachair Golf Open Championships) auf Mallorca teil.
Im Herbst 2022 hat er sich für einen Sitz im Präsidium des Deutschen Olympischen Sportbundes (DOSB) beworben. Er konnte aber lediglich 2 Stimmen auf sich vereinigen, während sein Mitbewerber, der Präsident des Deutschen Ringer Bundes (DRB) 44 Stimmen erhielt.
Beim Verbandstag des Deutschen Golfverbandes (DGV) 2023 bewarb er sich für den Posten des Vizepräsidenten. Dabei war er der einzige Kandidat, der weder durch einen Landesverband noch durch das DGV-Präsidium, sondern lediglich durch seinen Heimatclub vorgeschlagen wurde. Auch für diese Kandidatur für ein sportpolitische Spitzenamt war nicht von Erfolg gekrönt. Ob der Präsident des DOSB anwesend war, ist nicht bekannt.
Weiterhin ist Ralf Bockstedte Mitglied in folgenden Organisationen: International Sport Lawyers Association (ISLA), Netzwerk Sport der CDU Deutschland sowie in der AG Sportrecht im Deutschen Anwaltverein.
Ralf Bockstedte engagiert sich für den E-Sport und hält Vorträge zu diesem Thema, zum Beispiel im Rahmen des Deutschen Anwalttags, der ISPO in München oder der SPOBIS. Er betreut Sportler, Agenturen und Sponsoren als Jurist, Berater und Sportmanager ebenso im Bereich Sportmarketing.

## Tätigkeiten in der Politik
Seit Oktober 1991 ist Ralf Bockstedte Mitglied der CDU, seit mehreren Jahren stellvertretender Vorsitzender des Ortsverbandes Altendorf-Frohnhausen. 2016 wurde er ins Netzwerk Sport der CDU Deutschland berufen, dem er seitdem angehört. Von 2019 bis 2023 war er Mitglied des Vorstandes des Kreisverbandes der CDU Essen, für die er bei der Kommunalwahl am 13. September 2020 im Wahlbezirk 15 (Altendorf) als Kandidat antrat. Als Ziel gab er unter anderem an, sein Engagement hinsichtlich des Verhältnisses von Inklusion und Sport regional und überregional ausweiten zu wollen. Den bis dahin traditionell der SPD zufallenden Wahlbezirk konnte er für sich entscheiden und zog somit für die CDU in den Rat der Stadt Essen ein. Seit dem 29. November 202 2ist Ralf Bockstedte Vorsitzender des neu geschaffenen Inklusionsbeirats der Stadt Essen.
Als Ratsmitglied ist er ebenfalls stellvertretender Vorsitzender des „Ausschusses für die Sport- und Bäderbetriebe der Stadt Essen“, sowie Mitglied im „Ausschuss für Verkehr und Mobilität“ und stellvertretendes Mitglied im „Ausschuss für Soziales, Arbeit, Gesundheit und Integration“. Weiterhin sitzt er im „Ausschuss für Digitalisierung, Wirtschaft, Beteiligungen und Tourismus“ wie auch im „Ausschuss für Anregungen und Beschwerden“. Ebenfalls ist er beratendes Mitglied für die CDU im Integrationsrat der Stadt Essen und Aufsichtsratsmitglied der RGE Servicegesellschaft mbH.
Im Anschluss an diese Wahl hat er seine Bewerbung für eine Kandidatur für den Bundestag im Rahmen der Bundestagswahl 2021 unter dem Slogan „Für Essen auf Rädern“ eingereicht. Das Netzwerk des MmB (Menschen mit Behinderung) der CDU Nordrhein-Westfalen, welches er auch als Mitglied des Vorstands vertritt, unterstützt ihn dabei als Spitzenkandidat.
Am 13. März 2021 unterlag er auf einer CDU-internen Aufstellungsversammlung der CDU Essen für den Nord/Ost-Bundestagswahlkreis in der Grugahalle mit 37 % zu 63 % gegen seinen internen Gegenkandidaten Florian Fuchs.
Ralf Bockstedte ist seit Juni 2021 auch Vorsitzender des Ortsverbandes Essen-Altendorf/Frohnhausen.
Zuvor hatte er schon die Position des stellvertretenden Ortsvorsitzenden inne.
Bockstedte ist zudem gewähltes Vorstandsmitglied im Vorstand des Netzwerks Menschen mit Behinderungen der CDU Nordrhein-Westfalen.
Ebenso ist er Mitglied der Mittelstands- und Wirtschaftsunion in der CDU Deutschlands und berufenes Mitglied im Netzwerk Sport der CDU Deutschlands (Bundesfachausschuss).
Am 3. Juli 2021 wurde Ralf Bockstedte auf dem Kreisparteitag der CDU Essen zum stellvertretenden Parteivorsitzenden gewählt, unterlag jedoch beim Versuch der Wiederwahl am 16. September 2023.